# Музей кораблів вікінгів (Осло)
Музе́й кораблі́в ві́кінгів (норв. Vikingskipshuset) — музей, присвячений кораблям вікінгів та археологічним знахідкам тієї доби. Музей — частина загального Музею історії культури при Університеті міста Осло. Існує з 1926 року.

## Розташування
Музей кораблів вікінгів розташований на півострові Бюгдей (або Бюгдьо). На цьому півострові також є музеї, присвячені морським експедиціям норвежців — Музей Кон-Тікі, Музей Фрама (музей полярних досліджень), тощо. В експозиції — відомі довгі кораблі вікінгів, знайдені на території Норвегії:
- Усеберзький корабель
- Гокстадський корабель
- Тунський корабель.

## Експонати музею

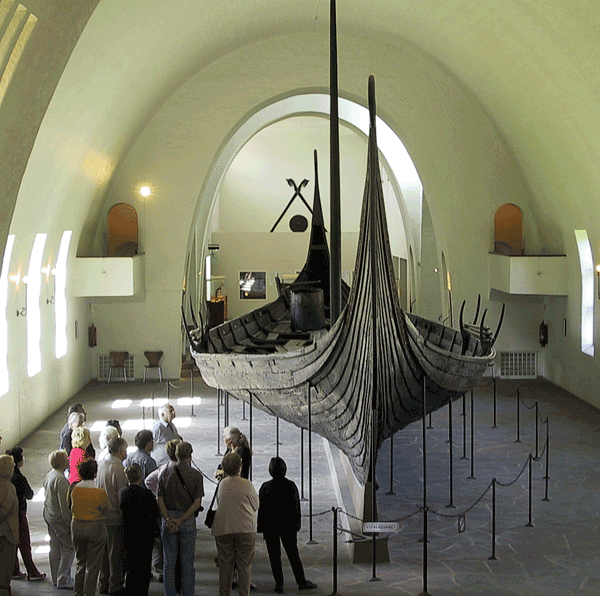
Усеберзький корабель
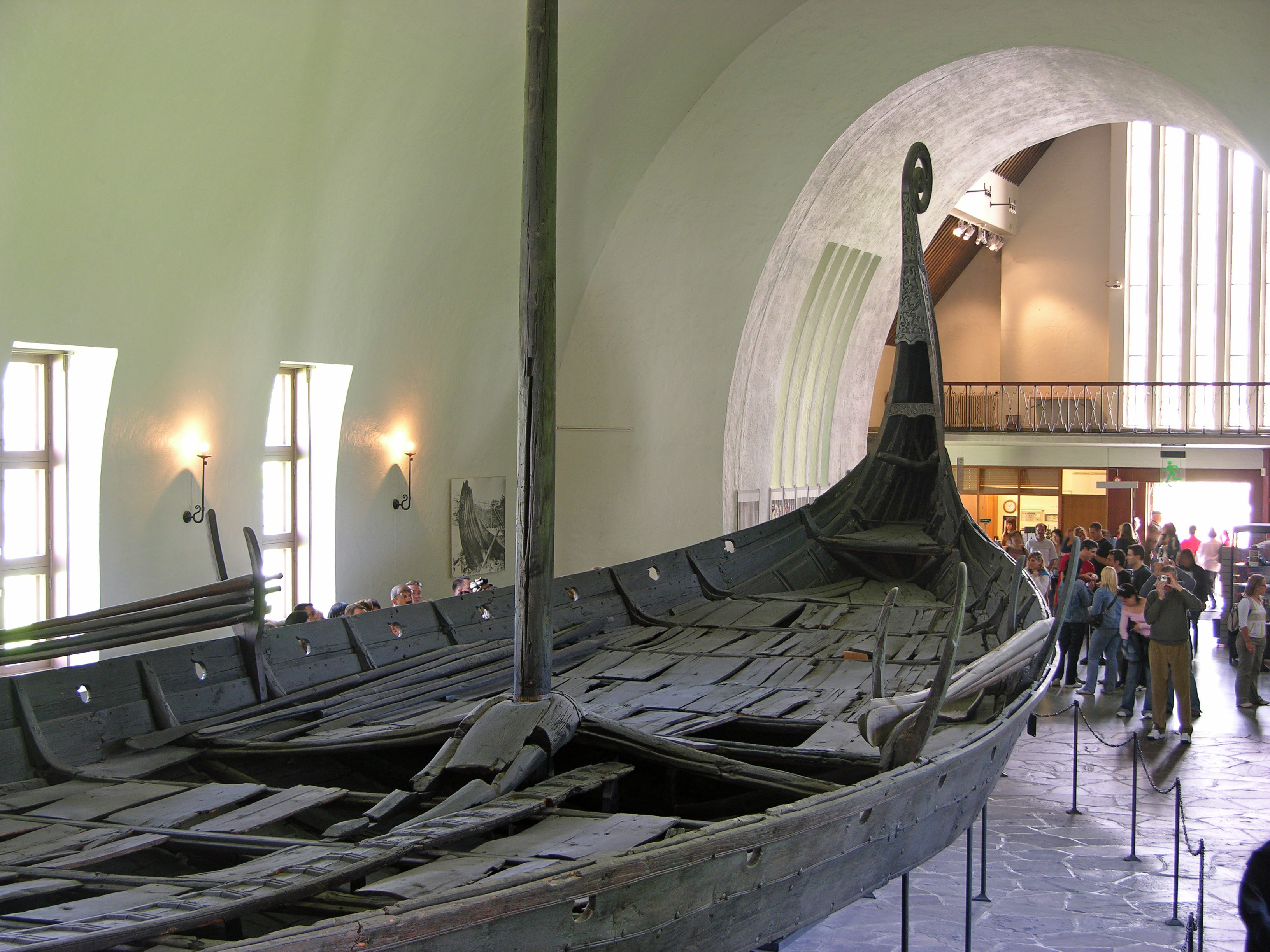
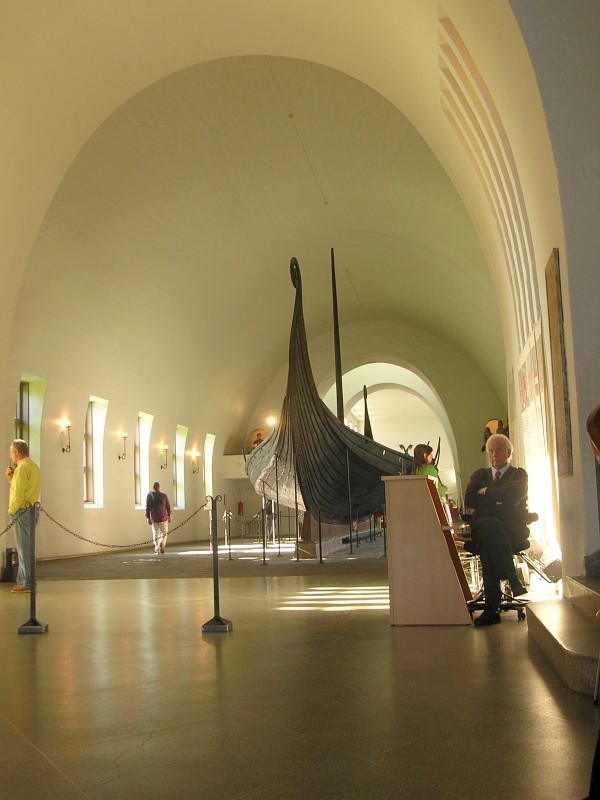
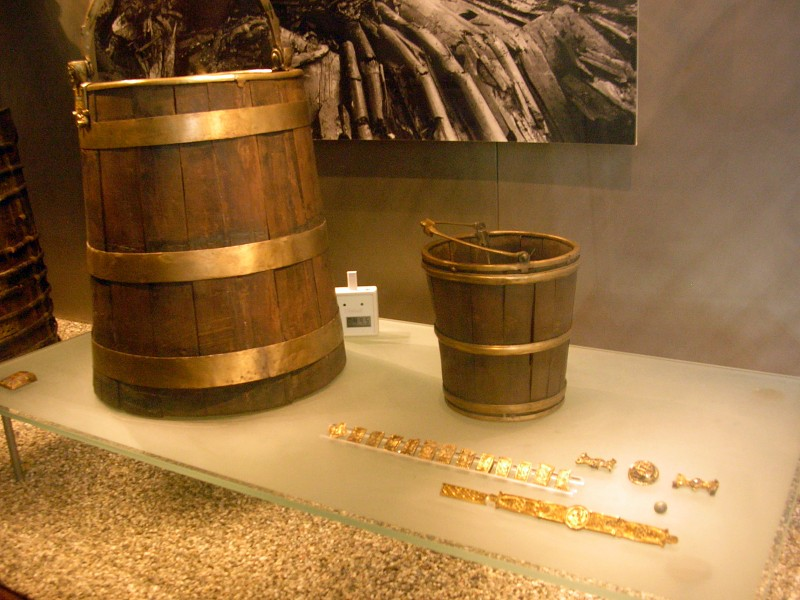
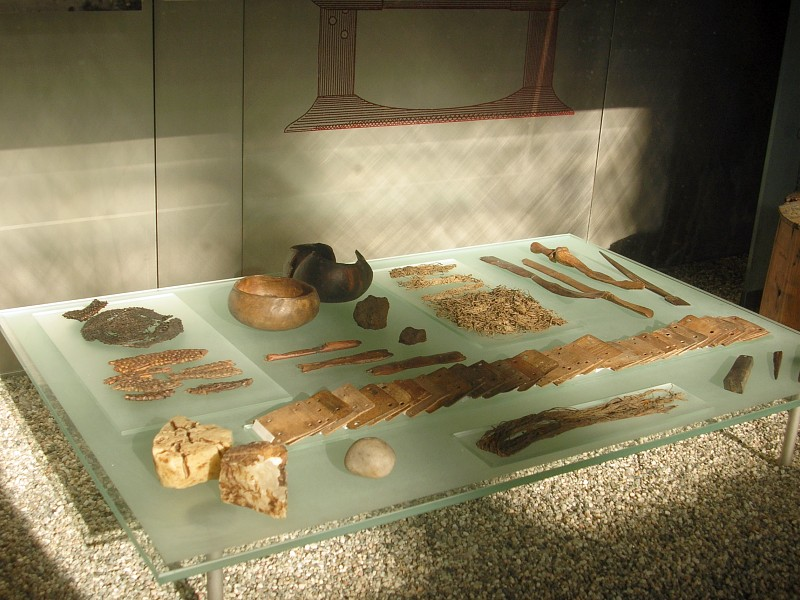
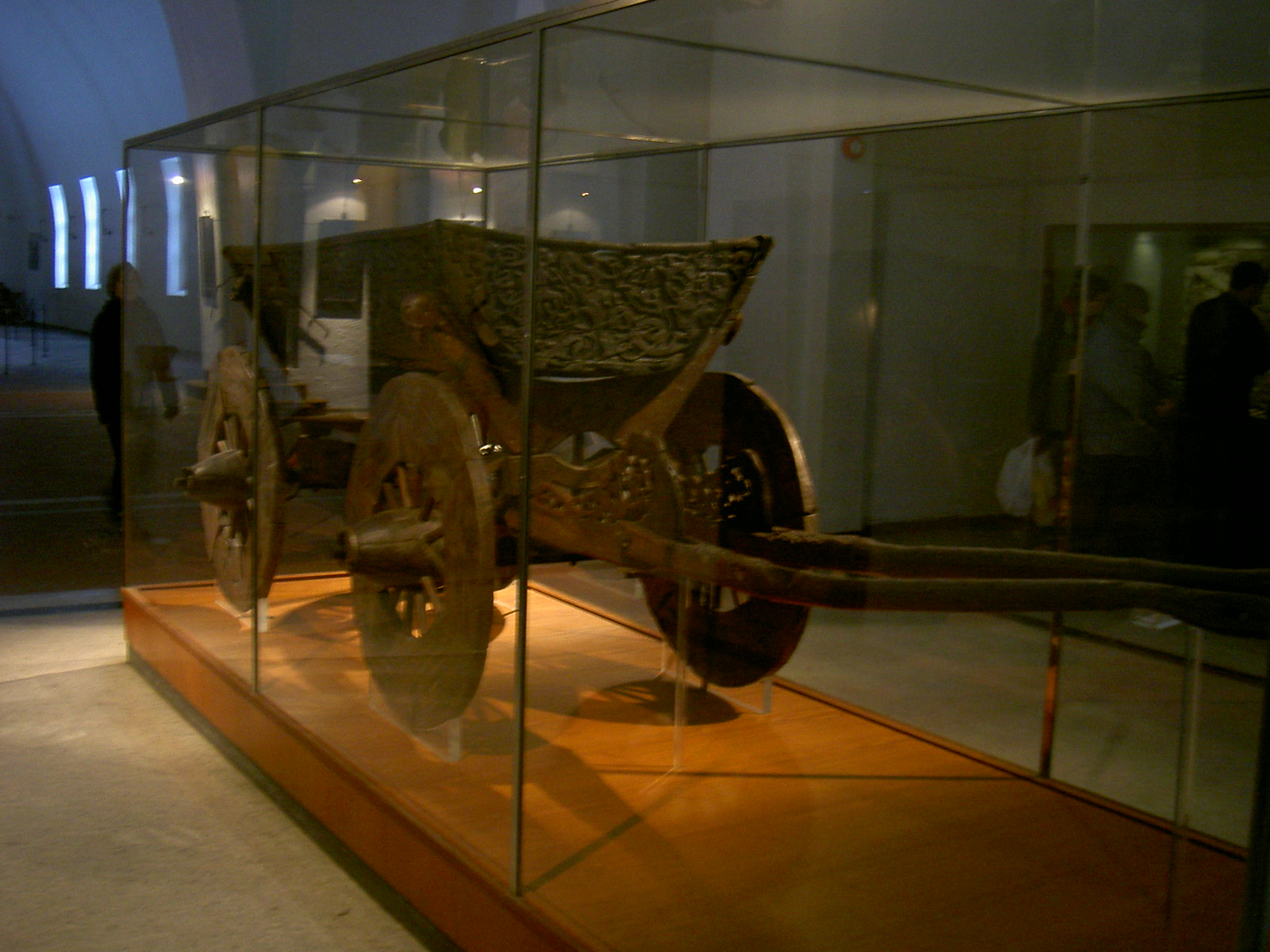